# New York State Right to Life Party
De New York State Right to Life Party (Nederlands: New Yorkse Recht op Leven Partij) is een conservatieve politieke partij in de staat New York. De partij is fel gekant tegen abortus provocatus en wil een herroeping van het arrest Roe v. Wade (1973) welke oordeelde dat abortus niet ongrondwettelijk was.

## Geschiedenis en standpunten
De New Yorkse afdeling van de Democratische Partij (Democratic Party) nam eind jaren 60 van de twintigste eeuw duidelijke pro-choice standpunten in, dit tot ongenoegen van een deel van de partij. Zij scheidden zich van de partij af en stichtten in 1970 de New York State Right to Life Party (RTL). De partij wil abortus in New York weer in het wetboek van strafrecht. Daarnaast streeft de partij ook naar een landelijk verbod op abortus. Tegenwoordig is de partij ook tegen euthanasie en het homohuwelijk. Opvallend is dat de partij vandaag de dag voor kiezers van republikeinsen huize aan zich te binden.
Bij de gouverneursverkiezingen van 1978 behaalde Mary Jane Tobin 130.000 stemmen en eindigde als derde kandidaat. Robert J. Bohner eindigde vier jaar later (1982) ook als derde, maar dan met 52.356 stemmen. In 1986 behaalde Denis Dillon 130.827 stemmen. Ook Dillon eindigde als derde. Sindsdien is geen kandidaat van de RTL bij gouverneursverkiezingen bij de eerste drie geëindigd. In 1990 weet Louis Wein echter met 137.804 stemmen het hoogste aantal stemmen in de geschiedenis van de RTL. Sindsdien neemt de steun voor de partij af. In 2002 behaalde Gerard J. Cronin maar 44.195 stemmen.
De Right to Life Party is sinds 2002 haar ballot status (status om mee te doen aan de verkiezingen) kwijt. De partij telde in november 2006 40.278 leden.

## Kandidaten en resultaten
| 1978 | Mary Jane Tobin & Ellen McCormack       | 130.193 | 2,73% |
| 1982 | Robert Bohner & Paul Callahan           | 52.356  | 1,00% |
| 1986 | Denis Dillon & Thomas Droleskey         | 130.827 | 3,05% |
| 1990 | Louis Wein & Getrude Manning            | 137.804 | 3,40% |
| 1994 | Robert T. "Bob" Walsh & Virginia Sutton | 67.750  | 1,30% |
| 1998 | Michael J. "Mike" Reynolds & Karel Rior | 56.683  | 1,20% |
| 2002 | Gerard J. "Gerry" Cronin & Stasia Vogel | 44.195  | 0,94% |
| 2006 | Ds. Jennifer S. Liese & Wendy Holibaugh | -       | -     |

## Verwijzingen
1. ↑  http://www.lifesitenews.com/ldn/2009/oct/09102314.html
2. ↑  Geen "ballot status"